# Ada brachypus
Ada brachypus  es una orquídea epífita originaria de Ecuador.

## Características
Es una planta de tamaño pequeño, que prefiere clima fresco a cálido, es cada vez más epífita. Presenta pseudobulbo oval, comprimido lateralmente, envuelto de 5 a 7 vainas basales, imbricadas por encima como envoltura y de una sola hoja apical, de forma ovalada en sentido estricto, obtusa a aguda, afilada y peciolada. Tiene una inflorescencia axilar, erecta de 15 cm de largo con 3 a 5 flores de 2 cm de largo dispuestas en racimo que florece en la primavera y el verano.

## Distribución y hábitat
Se encuentra desde Ecuador a Bolivia en las húmedas montañas de bosques nubosos, en alturas de 1200 a 2400 m s. n. m.

## Taxonomía
Ada brachypus fue descrita por (Rchb.f.) N.H.Williams y publicado en Selbyana 29(2): 212. 2008. 
Brassia andreettae
brachypus: epíteto latino que se refiere al corto pie de la columna.
Sinonimia
Los siguientes nombres se consideran sinónimos de Ada brachypus:
- Brassia brachypus (Rchb.f.) 1875
- Brassia longicuspis (Rchb.f.) 1878
- Oncidium longicuspe (Rchb. f.) 1878
- Oncidium longicuspis (Rchb. f.) 1878[3][4]